# Silvia Pinal, frente a ti
 (mai 2020).
Si vous disposez d'ouvrages ou d'articles de référence ou si vous connaissez des sites web de qualité traitant du thème abordé ici, merci de compléter l'article en donnant les références utiles à sa vérifiabilité et en les liant à la section « Notes et références ».
Silvia Pinal, frente a ti est une série télévisée biographique produite par Carla Estrada pour Televisa. C'est une version autorisée sur la vie de l'actrice Silvia Pinal. Il met en vedette Itatí Cantoral et Nicole Vale en tant que personnage titulaire. Le tournage a débuté le 16 novembre 2017. Elle est diffusée entre le 24 février et le 22 mars 2019 sur la chaîne Las Estrellas .

## Synopsis
Une biographie de Silvia Pinal, actrice, chanteuse et productrice mexicaine, montrant les aspects professionnels et personnels de sa vie. Narration partielle par la légende elle-même.

## Distribution
- Silvia Pinal : Elle-même (narratrice)

- Itatí Cantoral : Silvia Pinal (adulte)
- Nicole Vale : Silvia Pinal (jeune)
- Mia Rubín Legarreta : Silvia Pinal (adolescent)
- Lara Campos : Silvia Pinal (fille)
- Arturo Peniche : Coronel Luis Pinal
- Alberto Casanova : Rafael Banquells
- Gabriela Rivero : Sonia Gascón «La Gorda»
- Roberta Burns : Sonia Gascón «La Gorda» (jeune)
- Adriana Nieto : Livia Rangel
- Cassandra Sánchez Navarro : Viridiana Alatriste
- María Chacón : Alondra Román

## Épisodes
1. «Esta es mi historia»
2. «Soy mamá»
3. «Decidir es renunciar»
4. «El derecho a elegir»
5. «Un extraño en la escalera»
6. «Patito»
7. «Ring Ring llama al amor»
8. «El Güero»
9. «Barcelona»
10. «Viridiana»
11. «Gustavo Alatriste, la ruptura»
12. «Otra oportunidad»
13. «El Show de Silvia y Felipe»
14. «Celos, malditos celos»
15. «Mátame de una vez»
16. «Volver a nacer»
17. «Fernando Frade»
18. «Mi dolor más profundo»
19. «Bienvenido a la familia»
20. «México está de pie»
21. «Gracias a la vida»

## Production
En décembre 2016, il a été confirmé que Televisa préparait une série basée sur la vie de Silvia Pinal ,  et que la production commencerait en février 2017.  Puis, en mai 2017, il a été annoncé que la série serait annulée,  mais plus tard, il a été confirmé qu'elle avait seulement été reportée.  Pour cette raison, Carla Estrada a déclaré: "C'est un projet qui n'intéresse pas Televisa pour le moment, donc la pré-production de la série reprendra en novembre 2017.  Le 16 novembre 2017, le début de la production de la série a été officiellement confirmé. Le tournage s'est terminé en avril 2018.